# Mauricio Molina (BMX)
Pour les articles homonymes, voir Molina.
Cet article concerne le coureur cycliste. Pour le footballeur, voir Mauricio Molina.
Mauricio Ignacio Molina Vergara (né le 23 août 2001) est un coureur cycliste chilien, spécialiste du BMX.

## Biographie
Mauricio Molina commence à faire du BMX à l'âge de sept ans. Chez les juniors (17/18 ans), il devient champion du Chili en 2018 et 2019. Sur le plan international, il se distingue avec la médaille de bronze aux championnats du monde de 2018. Il représente également le Chili aux Jeux olympiques de la jeunesse de 2018, où il termine huitième avec son pays. Parallèlement, il commence à étudier à l'Université Santo Tomás.
En 2020, il devient champion du Chili chez les élites dès sa première tentative. L'année suivante, il termine quatrième aux championnats panaméricains. En 2022, il bénéficie de la création des compétitions espoirs (moins de 23 ans) en BMX. Dans cette catégorie d'âge, il devient champion panaméricain, remporte les Jeux bolivariens et atteint à plusieurs reprises la finale sur des manches de Coupe du monde, remportant même une course à Bogota. Aux championnats du monde 2022, il atteint la finale de la course espoirs, où il termine huitième et dernier. Il atteint également la finale des mondiaux 2023, prenant cette fois la cinquième place.
En 2024, Molina est passée dans la catégorie élite en raison de son âge. Après une 17e place aux championnats panaméricains et une 18e place comme son meilleur résultat en Coupe du monde, il atteint de manière quelque peu surprenante la finale aux championnats du monde à Rock Hill, où il termine septième.

## Palmarès

### Championnats du monde
- Bakou 2018
  -  Médaillé de bronze du BMX juniors
- Rock Hill 2024
  - 7e du BMX

### Coupe du monde
- 2019 : 85e du classement général
- 2020 : 67e du classement général
- 2022 : 6e du classement général espoirs, vainqueur d'une manche
- 2023 : 61e du classement général
- 2024 : 56e du classement général

### Championnats panaméricains
- Santiago del Estero 2022
  -  Champion panaméricain de BMX espoirs

### Coupe d'Europe
- 2023 : 6e du classement général

### Championnats du Chili
- 2018
  -  Champion du Chili de BMX juniors
- 2019
  -  Champion du Chili de BMX juniors
- 2020
  -  Champion du Chili de BMX
- 2023
  -  Champion du Chili de BMX